# Let the Right One In (série télévisée, 2022)
Ne pas confondre avec le roman Laisse-moi entrer (version originale suédoise Låt den rätte komma in).
Let the Right One In est une série télévisée d'horreur américaine développée par Andrew Hinderaker, inspirée du roman Låt den rätte komma in (« Laisse-moi entrer » en suédois) de l'écrivain John Ajvide Lindqvist. La série se concentre sur un père qui prend soin de sa fille vampire.
En janvier 2023, la série a été annulée après la première saison.

## Synopsis
Mark Kane est un père célibataire qui protège sa fille, Eleanor depuis qu'elle est devenue un vampire dix ans auparavant. Ne pouvant sortir que la nuit, Eleanor mène une vie recluse, tandis que son père fait de son mieux pour lui fournir la quantité minimale de sang humain dont elle a besoin pour rester en vie. Dans l'espoir de trouver un remède, ils ont traversé le pays, jusqu'à ce qu'ils décident de résider provisoirement à New York. Eleanor se lie d’amitié avec Isiah Cole, un garçon de 12 ans.
En parallèle, une scientifique, Claire Logan, tente de trouver le remède au vampirisme de son frère.

## Distribution
- Demián Bichir : Mark Kane
- Anika Noni Rose : Naomi Cole
- Grace Gummer : Claire Logan
- Madison Taylor Baez : Eleanor Kane
- Ian Foreman : Isaiah Cole
- Nick Stahl : Matthew Dean
- Jacob Buster : Peter Logan
- Kevin Carroll : Zeke Dawes

## Épisodes
La série comporte 10 épisodes.
- Épisode I : Anything for Blood
- Épisode II : Intercessors
- Épisode III : Broken Glass
- Épisode IV : Outings
- Épisode V : Quoquo Modo Necessarium
- Épisode VI : Stargazers
- Épisode VII : More Than You'll Ever Know
- Épisode VIII : Or Stay and Die
- Épisode IX : Monster
- Épisode X : What's Done in The Dark